# 垂水市立垂水中央中学校
垂水市立垂水中央中学校（たるみずしりつ たるみずちゅうおうちゅうがっこう）は、鹿児島県垂水市南松原町にある市立中学校。2010年4月1日に垂水市内の4中学校を統合して開校した。
垂水市内にあった垂水中学校、協和中学校、垂水南中学校、牛根中学校の4校を統合し、2010年4月1日に新設された中学校であり、垂水市の中心部に位置している。2010年現在の全校生徒数は406名となっている。

## 沿革

### 統合以前
垂水中学校
- 1947年（昭和22年）5月1日 - 垂水町立垂水中学校として開校。
- 1949年（昭和24年）5月2日 - 現在地の南松原町に移転する。
- 1958年（昭和33年）10月1日 - 垂水市が市制施行に伴い垂水市立垂水中学校となる。
- 2006年（平成18年）4月1日 - 垂水市立大野中学校を編入する。
- 2010年（平成22年）3月 - 閉校式を行う[2]。

協和中学校
- 1947年（昭和22年）5月1日 - 垂水市立垂水中学校の分校として開校。
- 1949年（昭和24年）4月1日 - 垂水中学校から独立し協和中学校として独立。
- 2010年（平成22年）3月21日 - 閉校式を行う[2]。

垂水南中学校
- 1959年（昭和34年）4月1日 - 垂水町立柊原中学校、垂水町立新城中学校が統合し垂水市立南垂水中学校開校[3]
- 2010年（平成22年）3月20日 - 閉校式を行う[2]。

牛根中学校
- 1947年（昭和22年）5月3日 - 牛根村立牛根中学校として開校。
- 1955年（昭和30年）1月10日 - 牛根村が垂水町・新城村と新設合併し垂水町立牛根中学校と改名。
- 1958年（昭和33年）10月1日 - 垂水市が市制施行したのに伴い垂水市立牛根中学校となる。
- 2010年（平成22年）3月 - 閉校式を行う[2]。

### 統合以後
- 2010年（平成22年）4月1日 - 垂水市内4中学校を統合して旧・垂水中学校の敷地に垂水市立垂水中央中学校として開校。

## 部活動
- 剣道
- 卓球（男・女）
- バレーボール
- 野球
- サッカー
- バドミントン
- バスケットボール
- ソフトテニス（男・女）
- 吹奏楽
- 美術
- 陸上部
- ESS同好会
- 自主活動（水泳・庭球）

## 通学区域
- 垂水市の全域